# Jade (Beyond Good & Evil)
Jade a Beyond Good & Evil című akció-kalandjáték fotóriporter főhőse. A Ubisoft egy tervezője, Michel Ancel alkotta meg, célja pedig egy realisztikus karakter megalkotása volt, mintsem egy "szexi akcióhősnőé". A történetben Pey'j nagybácsijával igyekszik megmenteni a gondozásukban lévő, elrabolt árvákat, valamint leleplezni az események mögött húzódó politikai korrupciót.
Játékbeli szereplése óta széles körű kritikai elismerésben részesült, és sok videójáték-hősnő toplistára felkerült.

## Megalkotás és design
Jade Michel Ancel által lett megalkotva, valamint karakter tervező felesége, Alexandra is nagy szerepet játszott a munkálatokban. A játék PR-menedzsere, Tyrone Miller azt nyilatkozta, hogy keringtek híresztelések, miszerint Alexandra adta az inspirációt Jadehez. Valamint azt is kiemelte, hogy Ancel nem a szereplő külsejére, hanem a szerepére, helyzetére és a tetteire kívánta helyezni a hangsúlyt. Olyan karaktert próbáltak létrehozni, aki viszonylag hétköznapian néz ki, és a játékosok könnyen azonosulhatnak vele.
Jade tervezése a játék fejlesztése alatt is tartott. A folyamat során megjelenése és személyisége is átalakult. Kaiser Hwang, IGN szerkesztő kifejtette, hogy a koncepció egy ártatlan, tomboy lányból egy erősebb, tapasztaltabb személybe váltott át. Ráadásul a teljességében zöld ruházat ötlete is később bukkant fel. Bár sokan fekete karakterként emlegették, Miller határozottan kijelentette, hogy Jade nem tartozik konkrét etnikumhoz, ugyanis egy másik bolygóról származik.
Angol szinkronhangja Jodie Forrest, míg a francia változatban Emma De Caunes kölcsönzi neki hangját. Arra a kérdésre, hogy ki alakíthatná Jadet egy esetleges filmben, Miller  Shannyn Sossamonnal válaszolt, mivel szerinte ez a színésznő megjelenésében és járásában is hasonlít a hősnőre. A Nintendo Power egyik interjújában Michel Ancel elmondta, hogy reméli Jade megtartja értékét és egyéniségét a Beyond Good and Evil 2-ben is. Egy a Play magazinnak adott interjújában Ancel kifejtette, hogy szerinte Jadenek szinte lelke van; ő nem csak egy karakter, akit bábként irányít a játékos. Valamint hozzátette, hogy Jade tervezése a játék alkotása közben is tartott; a személyiségét pedig a dialógusokhoz igazították.

## Története
|  | Alább a cselekmény részletei következnek! |

A Beyond Good & Evil történetében Jade egy világítótoronyban lakik az őt örökbefogadó Pey'j-dzsel, aki egy emberszabású disznó. A világítótorony emellett árvaházként is funkcionál azoknak a gyerekeknek, akik az egyre szaporodó DomZ támadások miatt vesztették el szüleiket. Jade amellett, hogy képzett a dzsódó harcművészetében, szabadúszó riporterként dolgozik. Mikor anyagi helyzetük odáig romlik, hogy a szolgáltató kikapcsolja az áramellátást, Jade munkát vállal a Tudományos Központnál, miszerint természetfotókat kell készítenie Hyllis állatairól. Később csatlakozik az IRIS Network nevű kormányellenes, lázadó szervezethez, akik a DomZ és az Alpha Section közötti szövetkezést igyekeznek leleplezni. A DomZ egy agresszív, idegen faj, akik rendszeres támadásokkal terrorban tartják Hyllist. Az Alpha Section nevű katonai szervezet felesküdött az idegenek megállítására, de mint kiderül, szándékuk korántsem olyan tiszta, mint ahogy azt propagandájuk sugallja. Jade harci tapasztalatával könnyedén beszivárog különböző közigazgatási intézményekbe, hogy fotókat készítsen az ott folyó emberkereskedelem felfedéséhez. A bizonyítékok beszerzése után elutazik a Hyllis holdjára, hogy megküzdjön a DomZ főpappal. Ott tudja meg Jade, hogy a valódi neve Shauni, valamint hogy ő a főpap ellopott erejének megtestesülése. Jade arra használja ezt varázserőt, hogy legyőzze a DomZ főpapot és megmentse az elrabolt hyllisieket.
|  | Itt a vége a cselekmény részletezésének! |

Jade emellett feltűnik a Beyond Good & Evil 2 előzetesében is. A rövid videó alatt Pey'j-dzsel várakozik a sivatag közepén, egy futurisztikus autón üldögélve. Ezek után nyilvánosságra került egy kiszivárogtatott játékmenet videó a Ubisofttól, melyben Jade háztetőkön át ugrálva igyekszik elmenekülni a városból a katonák elől.

## Fogadtatás
A Beyond Good & Evil-beli szereplése óta Jade számos pozitív kritikát kapott, többek között szép, de ízléses megjelenéséért. A Fox News egy szerkesztője, Luo Kesten példaértékű hősnőnek tüntette fel, akit nem csak a serdülő fiúk szórakoztatására alkottak meg. Jade felkerült az IGN a videójáték hősnők top tízes listájára, ahol "nem tipikus videójáték karakternek" minősítették, ugyanis ő okos, kíváncsi, bátor és az öltözéke sem hiányos.